# Pterolophia lateripicta
Pterolophia lateripicta är en skalbaggsart som först beskrevs av Leon Fairmaire 1879.  Pterolophia lateripicta ingår i släktet Pterolophia och familjen långhorningar.
Artens utbredningsområde är:
- Fiji.
- Samoa.
- Tonga.

Inga underarter finns listade i Catalogue of Life.